# Receita não tributária
As receitas não tributarias ou as receitas não fiscais são receitas públicas não geradas por tributos.

## Exemplos
1. Rendas, concessões e royalties de empresas privadas
  1. frequentemente provenientes de contratos de arrendamento para o desenvolvimento de recursos naturais em terrenos públicos ou da pesca em águas territoriais
2. Taxas de utilização cobradas em troca da utilização de muitos serviços e instalações públicas. Os pedágios nas estradas são um exemplo
3. Taxas pela concessão ou emissão de autorizações ou licenças. Os exemplos incluem:
  1. autorizações de matrícula de veículos ou taxas de matrícula de veículos
  2. taxas de registo de embarcações
  3. taxas de construção
  4. carteiras de motorista
  5. licenças de caça e pesca
  6. taxas de licenciamento profissional
  7. taxas de vistos ou passaportes
  8. taxas de demolição, rezonamento e nivelamento de terrenos[a]
  9. menos frequentemente, multas por aumento do escoamento de águas pluviais, destruição de vegetação nativa ou abate de árvores saudáveis
4. Multas cobradas e bens confiscados como penalização. Os exemplos incluem multas de estacionamento, custas judiciais cobradas aos infratores e confisco civil
5. Ajuda do estrangeiro (ajuda externa)
6. Ajuda de outro nível de governo (ajuda intragovernamental)[b] ou de pagamentos de compensação
7. Empréstimos, ou outros empréstimos, de fundos monetários e/ou de outros governos
8. Tributo ou indemnizações pagas por um Estado mais fraco a um Estado mais forte, frequentemente como condição de paz após uma derrota militar. As reparações de guerra pagas pelas potências centrais derrotadas após a Primeira Guerra Mundial são um exemplo bem conhecido.
9. Receitas de empresas públicas rentáveis
10. Receitas de fundos de investimento, fundos soberanos ou dotações
11. Receitas provenientes da venda de ativos do Estado
12. Donativos e contribuições voluntárias para o Estado

## Distribuição e volume globais
Em relação às receitas fiscais, o volume e a distribuição das receitas não tributárias foram objeto de muito menos estudos acadêmicos, embora as formas mais significativas - as receitas do petróleo e do gás natural e a ajuda externa - tenham sido amplamente estudadas desde a análise seminal de Hossein Mahdavy sobre o Estado Imperial do Irã, em 1970.
Em 2009, Farhan Zainulabideen e Zafar Iqbal estimaram que as receitas não fiscais representavam um quarto do total das receitas públicas a nível mundial. Três anos mais tarde, Christian von Haldenwang e Maksym Ivanyna apresentaram uma estimativa mais elevada, de cerca de 31%.
Estudos do século XXI mostram que as receitas não tributárias nos petróstatos podem atingir 80% do Produto Interno Bruto e mais de 90% do total das receitas públicas. Nas nações pobres em recursos - excluindo as que obtêm rendas estratégicas devido à geografia ou à necessidade de ajuda - as receitas não tributarias representam normalmente cerca de 10% do total das receitas públicas.

### Volatilidade
As receitas não tributarias flutuam muito mais de um ano para o outro do que os impostos - três vezes mais na União Europeia e ligeiramente menos do que no conjunto do globo. Muitos países na África podem registar alterações nas receitas não tributarias superiores a 35% de um ano para o outro devido a variações no preço dos seus recursos naturais.
O seu valor está correlacionado com a evolução da conjuntura econômica, os reembolsos e os juros dos empréstimos podem ser renegociados, uma multa recorde no domínio da concorrência pode fazer variar significativamente os lucros das coimas e das sanções. Além disso, alguns anos são marcados por acontecimentos excepcionais: por exemplo, na França, em 2012, a venda de radiofrequências "4G" resultou na cobrança de quase €1,3 bilhões em receitas não tributárias.

## Efeitos
A presença de grandes receitas não tributarias - invariavelmente provenientes de recursos naturais não renováveis, ajuda externa ou rendas estratégicas como as associadas ao Canal de Suez - tem demonstrado tornar a democratização muito menos possível. Geralmente, argumenta-se que isto se deve ao fato de as grandes receitas não tributarias enfraquecerem os laços entre o Estado e a sociedade e facilitarem o investimento do governo na repressão e no clientelismo, e também porque a presença de grandes receitas não fiscais leva a uma menor redistribuição da riqueza. Por exemplo, calcula-se que a ajuda externa tenha reduzido as receitas tributarias na África Subsariana em dez por cento.